# Brevilliers
Brevilliers település Franciaországban, Haute-Saône megyében. Lakosainak száma 628 fő (2022. január 1.). Brevilliers Échenans-sous-Mont-Vaudois, Bethoncourt, Héricourt, Banvillars, Bermont, Châtenois-les-Forges és Dorans községekkel határos.

## Népesség
A település népességének változása:
| Lakosok száma | 641  | 617  | 619  | 642  | 634  | 638  | 635  | 633  | 631  | 628  |
|               | 2010 | 2013 | 2015 | 2016 | 2017 | 2018 | 2019 | 2020 | 2021 | 2022 |